# Xã Plum Grove, Quận Butler, Kansas
Xã Plum Grove (tiếng Anh: Plum Grove Township) là một xã thuộc quận Butler, tiểu bang Kansas, Hoa Kỳ. Năm 2010, dân số của xã này là 660 người.